# Грб Сент Галена
Грб Сент Галена је званични симбол швајцарског кантона Сент Гален. Грб датира из 1804, а задњу адаптацију је имао 1. марта 2011. године.